# Драган Шоћ
Драган Шоћ (Дубова, 1957) је српски и црногорски правник, адвокат, политичар, некадашњи министар правде у Влади Црне Горе (1998-2001), оснивач и бивши председник Народне странке, као и члан Експертског тима Митрополије црногорско-приморске.

## Биографија
Рођен је 1957. године у Дубову код Цетиња. Ту је завршио основну и средњу школу, а потом и Правни факултет Универзитета Црне Горе у Подгорици. Запослио се и радио у предузећу Машинпромет. Тада је био члан Савеза комуниста Црне Горе.
Шоћ је био један од чланова Иницијативног одбора за оснивање Народне странке, која је званично основана 12. маја 1990. године. У коалиционој Влади Филипа Вујановића коју су 1998. године формирале Демократска партија социјалиста и Народна странка, Шоћ је изабран за министра правде Црне Горе. Када је 2000. године Новак Килибарда поднео оставку на место потпредседника Владе Црне Горе, дошло је до унутарстраначког сукоба и Шоћ је изабран за новог председника Народне странке.
За време Шоћовог лидерства, Народна странка је почела да обнавља програмска начела на којима је основа и изнова се јасно залагала за државно јединство Србије и Црне Горе. На парламентарним изборима 2001. године, странка је наступала у коалицији Заједно за Југославију, заједно са Социјалистичком народном партијом и Српском народном странком, а коалиција је освојила 40,56% гласова. Тада је Шоћ изабран за народног посланика Скупштине Црне Горе. Како није дошло до формирања Владе, расписани су ванредни парламентарни избори 2002. године, на којима је коалиција носила назив Заједно за промјене. У марту 2005. године, Шоћ је напустио место председника странке. После 2009. године и најаве новог председника странке Предрага Поповића да ће се ићи у сарадњу са Демократском партијом социјалиста, Шоћ је објавио повлачење из активног политичког живота.
Шоћ је члан Експертског тима Митрополије црногорско-приморске и истакао се у јавним наступима током борбе против Закона о слободи вјероисповијести. Као члан Експертског тима, учествовао је у преговорима са Владом Црне Горе о изменама и допунама закона.